# Irene von Meyendorff
Irene Isabella Margarethe Paulina Caecilia von Meyendorff, née le 6 juin 1916 à Reval dans l'Empire russe morte le 28 septembre 2001 à King's Somborne, dans le Hampshire, est une actrice allemande d'origine germano-balte.

## Biographie
Fille du baron von Meyendorff, baron balte d'origine germanique, elle est emmenée bébé hors de Russie pour fuir la Révolution d'Octobre et passe toute sa jeunesse à Brème. Après son baccalauréat (Abitur en allemand), elle est engagée comme monteuse à la Universum Film AG. Elle est alors découverte par Werner Klingler et obtient un premier rôle dans Die letzte Vier von Santa Cruz, un film d'aventure. Elle prend ensuite des cours de théâtre et se lance dans la carrière cinématographique. Après la guerre, elle continue de jouer pour le cinéma et joue aussi sur des scènes dramatiques à Stuttgart, Zurich, Hambourg, Francfort-sur-le-Main, etc.
Irene von Meyendorff épouse en premières noces le docteur Heinz Zahler ; ensuite le producteur de films Johannes Matthes ; en troisièmes noces elle se marie avec le journaliste Pit Severin, et en quatrièmes noces avec l'acteur britannique James Robertson Justice. Ayant obtenu la nationalité britannique en 1967, elle vit désormais en Angleterre, même après la mort de ce dernier époux en 1975.
Irene von Meyendorff obtient le Filmband in Gold en 1988 pour sa carrière d'actrice et sa contribution au cinéma allemand.

## Filmographie
- 1935/1936 : Die letzten Vier von Santa Cruz
- 1936 : Verräter de Karl Ritter
- 1938 : Fahrendes Volk
- 1938 : Es leuchten die Sterne
- 1938 : Zwei Frauen
- 1939 : Schneider Wibbel
- 1939 : Leinen aus Irland
- 1939 : Wir tanzen um die Welt
- 1940 : Casanova heiratet
- 1941 : Frau Luna
- 1941 : Was geschah in dieser Nacht?
- 1942 : Einmal der liebe Herrgott sein
- 1942 : Aimé des dieux (Wen die Götter lieben) de Karl Hartl
- 1942 : Johann
- 1942/1944 : Offrande au bien-aimé (Opfergang)
- 1943 : Um 9 kommt Harald
- 1943/1944 : Eine kleine Sommermelodie
- 1943/1945 : Kolberg
- 1944 : Philharmoniker
- 1944/1945 : Der Fall Molander (inachevé)
- 1948 : Der Apfel ist ab
- 1948 : Film sans titre (Film ohne Titel)
- 1949 : 1x1 der Ehe
- 1950 : Épilogue - Le mystère de l'Orplid
- 1950 : Pikanterie
- 1951 : Gift am Zoo
- 1953 : Der Vetter aus Dingsda
- 1954 : Bildnis einer Unbekannten
- 1954 : Rittmeister Wronski
- 1955 : Versuchung
- 1955 : Zärtliches Geheimnis/Versuchung im Tirol
- 1956 : Drei Birken auf der Heide
- 1957 : Die Freudin meines Mannes
- 1960 : In Namen einer Mutter
- 1960 : La Peau d'un espion
- 1960 : Das Paradies (TV)
- 1965 : Jugement à Prague (Grande-Bretagne)
- 1965 : Lange Beine – lange Finger
- 1968 : Mayerling (France, Grande-Bretagne)